# Erythrura prasina
Il diamante quadricolore (Erythrura prasina Sparrman, 1788) è un uccello passeriforme appartenente alla famiglia degli Estrildidi.

## Tassonomia
Se ne riconoscono due sottospecie:
- Erythrura prasina prasina, la sottospecie nominale, diffusa nella porzione orientale e meridionale dell'areale occupato dalla specie;
- Erythrura prasina coelica Baker, 1925, endemica del Borneo, caratterizzata da una maggiore estensione della colorazione blu della faccia, che giunge a coprire gran parte del petto;

Il nome scientifico della specie deriva dal latino prasinus, "di colore verde brillante".

## Distribuzione edhabitat
Rispetto ad altre specie congeneri occupa un areale molto vasto, che comprende buona parte dell'Indocina, la penisola malese e le isole indonesiane comprese fra Sumatra, Giava e Borneo. Nel 2007, è stata inoltre accertata la presenza di questi uccelli (in particolare della sottospecie coelica) anche nella porzione meridionale dell'isola filippina di Palawan.
L'habitat d'elezione del diamante quadricolore è rappresentato dalle foreste tropicali e subtropicali primarie o secondarie, nonché le foreste di bambù, preferendo in particolar modo le aree di foresta confinanti con radure erbose o aree coltivate.

## Descrizione

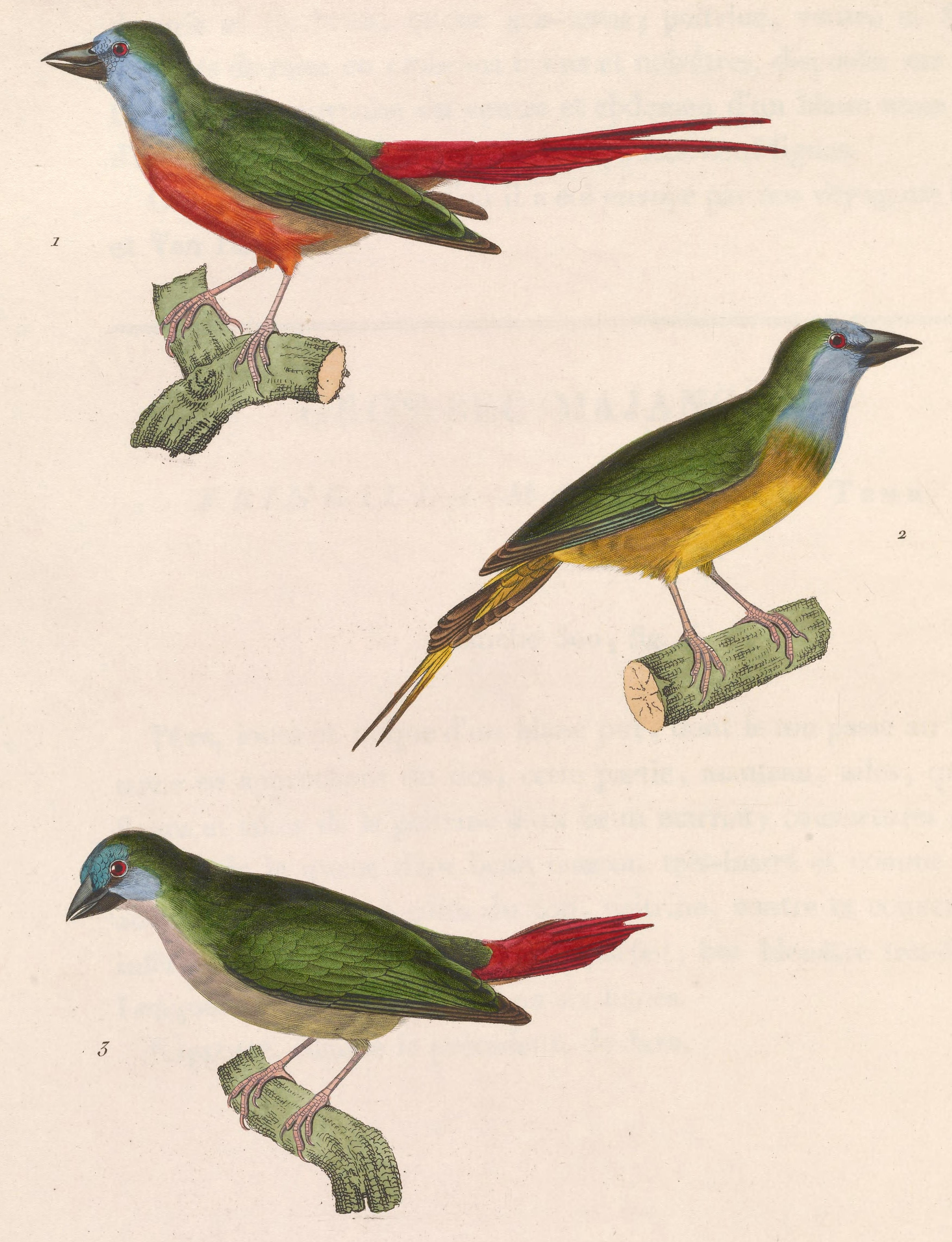
Illustrazione di vari esemplari di diamante quadricolore: dall'alto un maschio ventre rosso, un maschio ventre giallo ed una femmina.

### Dimensioni
Misura 12–15 cm di lunghezza, coda compresa: le proporzioni dei maschi e delle femmine sono simili a parità d'età, tuttavia essi risultano più lunghi in virtù delle penne allungate della coda.

### Aspetto
L'aspetto è piuttosto massiccio, con un becco grosso e robusto di colore nero.

La colorazione del maschio rispecchia il nome comune della specie: dorso, ali, fianchi, nuca e vertice sono infatti di colore verde brillante, faccia, gola e porzione superiore del petto sono di un bel colore azzurro, petto e ventre sono rossi (o gialli in alcuni esemplari), mentre la coda è di colore rosso scarlatto. Nella femmina, la colorazione è più scialba, con petto e ventre grigio-giallastri e maschera azzurra ridotta o quasi del tutto assente e le timoniere centrali della coda si presentano solo leggermente allungate rispetto alle altre penne, mentre nel maschio esse possono essere lunghe anche il doppio.

## Biologia
Il diamante quadricolore è una specie diurna e piuttosto socievole seppure abbastanza timida, che al di fuori della stagione riproduttiva si muove in gruppi anche numerosi, spesso insieme anche a varie specie di Lonchure, che calando sulle risaie possono divenire un vero flagello per le popolazioni locali. 

### Alimentazione
Si nutre principalmente di semi di bambù e riso che ottiene direttamente dalle piante, tuttavia in generale mangia ogni tipo di piccolo seme gli sia possibile rompere col forte becco, non dimostrando invece interesse per i cibi di origine animale.

### Riproduzione
Il periodo riproduttivo cade dopo la muta, che in questa specie avviene due volte l'anno: si tratta di uccelli monogami, nei quali ambedue i sessi collaborano alla costruzione del nido (una struttura sferica fatta intrecciando materiale vegetale fibroso ed ubicata nel folto della vegetazione arborea), alla cova delle 4-6 uova arrotondate e biancastre (che dura 15 giorni circa) ed alla cura dei nidiacei, che s'involano attorno alle tre settimane d'età, pur rimanendo coi genitori per almeno un'altra settimana. La colorazione adulta viene raggiunta piuttosto tardi in questa specie, attorno ai 6-8 mesi di vita.